# Tinamú camagroc
El tinamú camagroc (Crypturellus noctivagus) és una espècie d'ocell de la família dels tinàmids (Tinamidae) que viu a la selva humida de l'est del Brasil.